# Elecciones estatales de Hesse de 1983
Las elecciones al Parlamento de Hesse de 1983 se realizaron el 25 de septiembre de 1983, junto con las elecciones estatales en Bremen.

## Candidatos

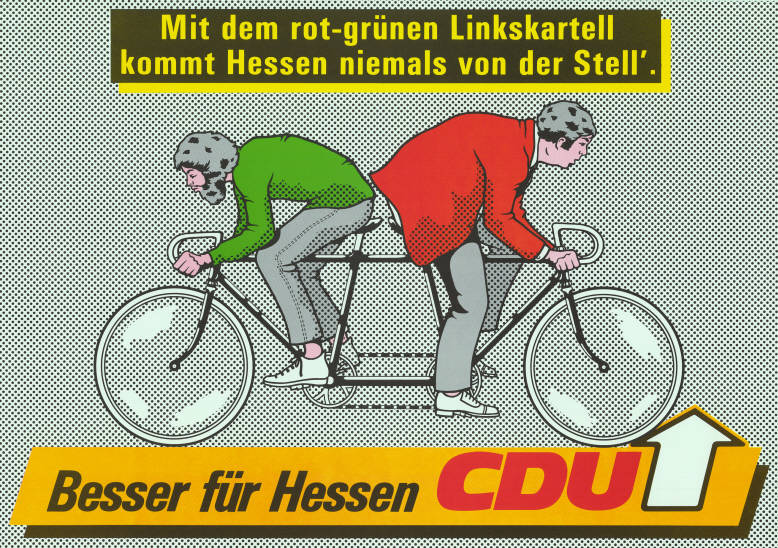
Cartel electoral de la CDU

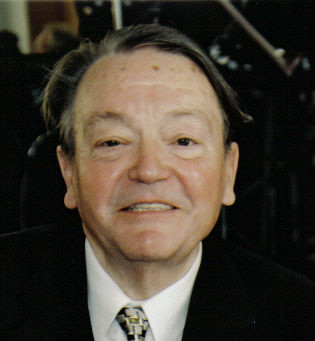
Holger Börner

El SPD posuló con el primer ministro Holger Börner como principal candidato. Su candidato rival fue el líder de la CDU Walter Wallmann, mientras que el FDP posuló a Ekkehard Gries. Los Verdes presentaron dos cabezas de lista: Dirk Treber y Gertrud Schilling.

## Resultados
Los resultados fueron:
| Partido        | Partido        | Votos     | %     | Candidatos | Mandatos directos | Escaños |
| -------------- | -------------- | --------- | ----- | ---------- | ----------------- | ------- |
| Hab. inscritos | Hab. inscritos | 4.075.611 |       |            |                   |         |
| Votantes       | Votantes       | 3.404.656 | 83,54 |            |                   |         |
| Votos válidos  | Votos válidos  | 3.373.853 | 99,10 |            |                   |         |
|                | SPD            | 1.559.725 | 46,23 | 55         | 42                | 51      |
|                | CDU            | 1.329.292 | 39,40 | 55         | 13                | 44      |
|                | FDP            | 256.801   | 7,61  | 55         |                   | 8       |
|                | GRÜNE          | 200.415   | 5,94  | 55         |                   | 7       |
|                | LD             | 13.553    | 0,40  | 55         |                   |         |
|                | DKP            | 8.697     | 0,26  | 55         |                   |         |
|                | DS             | 3.221     | 0,10  | 37         |                   |         |
|                | EAP            | 1.224     | 0,04  | 28         |                   |         |
|                | AAR            | 890       | 0,03  | 5          |                   |         |
|                | BSA            | 35        | 0,00  | 2          |                   |         |
| Total          | Total          | 3.373.853 | 100   | 402        | 55                | 110     |

El FDP logró superar claramente el obstáculo del cinco por ciento. Sin embargo, la esperanza de la CDU de lograr una mayoría junto al FDP no se cumplió.

## Post-elección
El SPD y Los Verdes formaron una coalición de gobierno no oficial. Holger Börner fue reelegido ministro-presidente en junio de 1984. La coalición de gobierno se  formó oficialmente en octubre de 1985, siendo la primera de este tipo en la República Federal.
En febrero de 1987 la coalición se disolvió por conflictos entre ambos partidos, por lo que en abril del mismo año se debieron convocar a nuevas elecciones. 